# Kwetal
Kwetal (in sommige verhalen Kweetal) is een stripfiguur uit de Nederlandse stripreeks de Bommelsaga, geschreven en getekend door Marten Toonder en Toonder Studio's. Kwetal verschijnt voor het eerst in het verhaal Kwetal, de breinbaas uit 1949. Hij onthult beschroomd zijn naam aan Tom Poes in dit verhaal met een duidelijke verwijzing naar Archimedes' eureka.
Kwetal is als "eenkanter" en elementaal een lid van het Kleine Volkje dat verscholen leeft in een wereld op redelijke afstand van Rommeldam. Hij is de uitvinder van het volkje en weet met zijn vreemde apparaten verborgen natuurkrachten en elementen (zoals het protoplasma) aan te boren en te gebruiken, die op zijn omgeving overkomen als een surrealistische schijnwereld, een kwantumwereld van hogere dimensies. Deze apparaten, zoals de oloroon en de verdwijnpunter, worden door niemand op hun juiste waarde geschat en zeker niet door Heer Bommel. Toch is hij het die meestal het volste vertrouwen van Kwetal heeft ("Vraag maar aan Bommel, die zal het wel weten."), zeker omdat hij allerlei kleinigheden als een kammetje, een hefboomschaveel (= blikopener) en een paraplu als grote vindingen beschouwt, die volgens hem wel aan het reusachtige denkraam van heer Ollie ontsproten moeten zijn.
Met anderen heeft hij een veel moeilijker relatie. Tom Poes wordt vooral als vriend van heer Ollie vertrouwd, als die Kwetal weet te benaderen wanneer heer Ollie wegens fout gebruik van de hem toevertrouwde apparaten in moeilijkheden is geraakt. Tom Poes is dan de tegenhanger van Kwetal, als iemand die altijd een rationele, verstandige verklaring zoekt van natuurverschijnselen. Een andere tegenhanger van Kwetal is de magiër Hocus P. Pas, die ook natuurkrachten kan mobiliseren, maar dan als zwarte magie met een boze opzet. Maar hij is geen eenkanter omdat hij nog een (piepklein) geweten heeft. De eenkanter Kwetal kent geen geweten, schuld of kwaadheid, hij vertegenwoordigt de positieve natuurenergie die Toonder ontleende aan Iers-Keltische mythen en legenden. Met het kleine volkje zorgt Kwetal voor de 'mir' en de 'wieling', de ingrediënten waarmee de natuur blijft voortbestaan en niet naar de 'verturving' gaat.
Kwetal leeft net als zijn maatje Pee Pastinakel altijd in de natuur en ze vertonen zich zelden in de stad, waar het "bruin ruikt". In de herfst volgt een vast ritueel: Kwetal en de andere leden van het Kleine Volkje gaan "ipsen", ze trekken naar het zuiden om te overwinteren. Toch verliest de dwerg zich weleens in allerlei bezigheden, zodat hij pas laat of helemaal niet mee kan met zijn soortgenoten. Dit stemt hem meestal boos.
Kwetal vertoont eigenschappen van een persoon, die Marten Toonder als ongeveer 7-jarig jongetje in Scheveningen heeft ontmoet en die Peregrinus heette. Dit was een vervuilde, eigenaardige zwerver die o.a. wielen voor stralen zei, en het woord "ipsen", een verbastering van Latijn ipse = zelf.